# Gouvernement Charkow

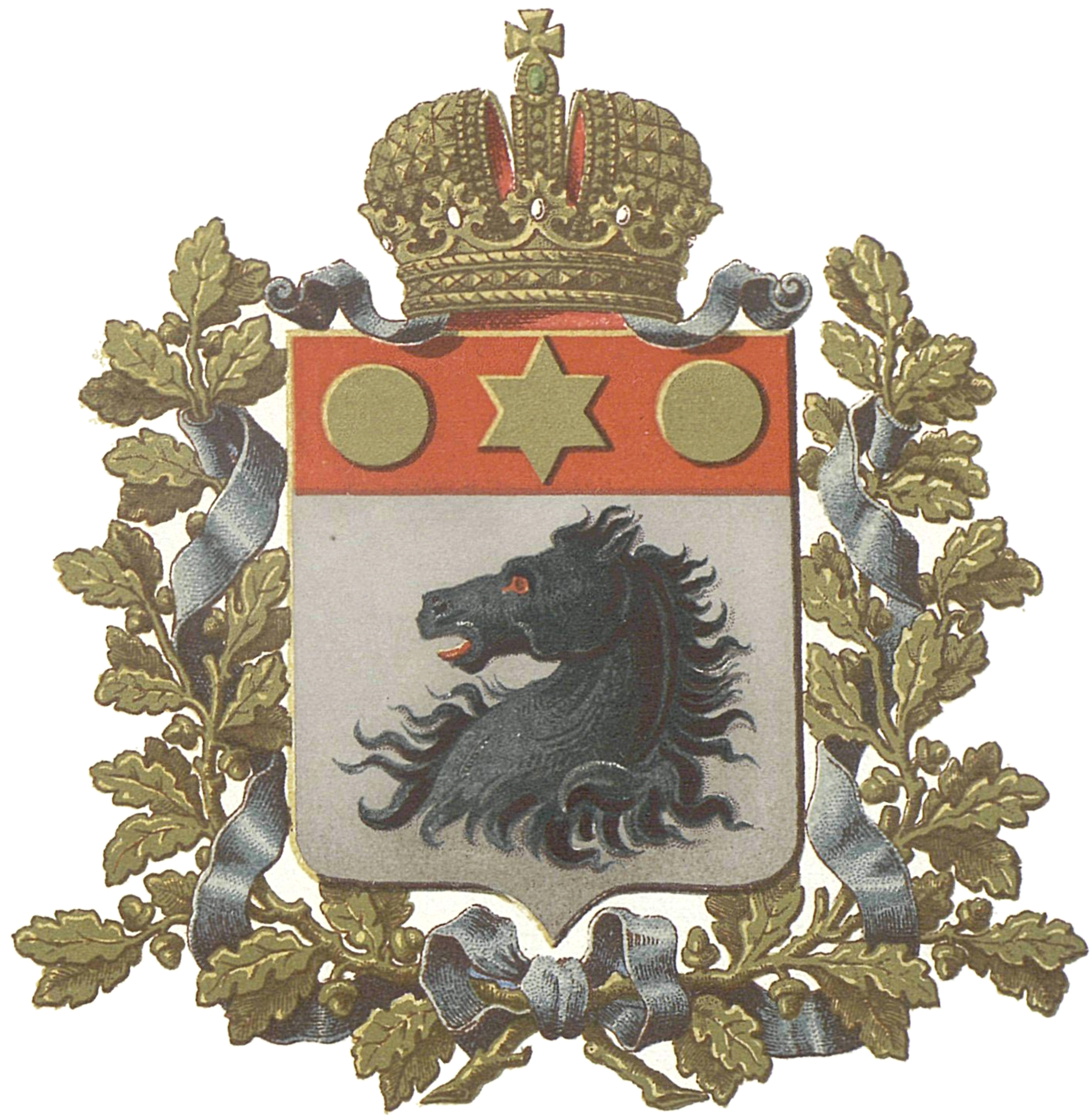
Wappen

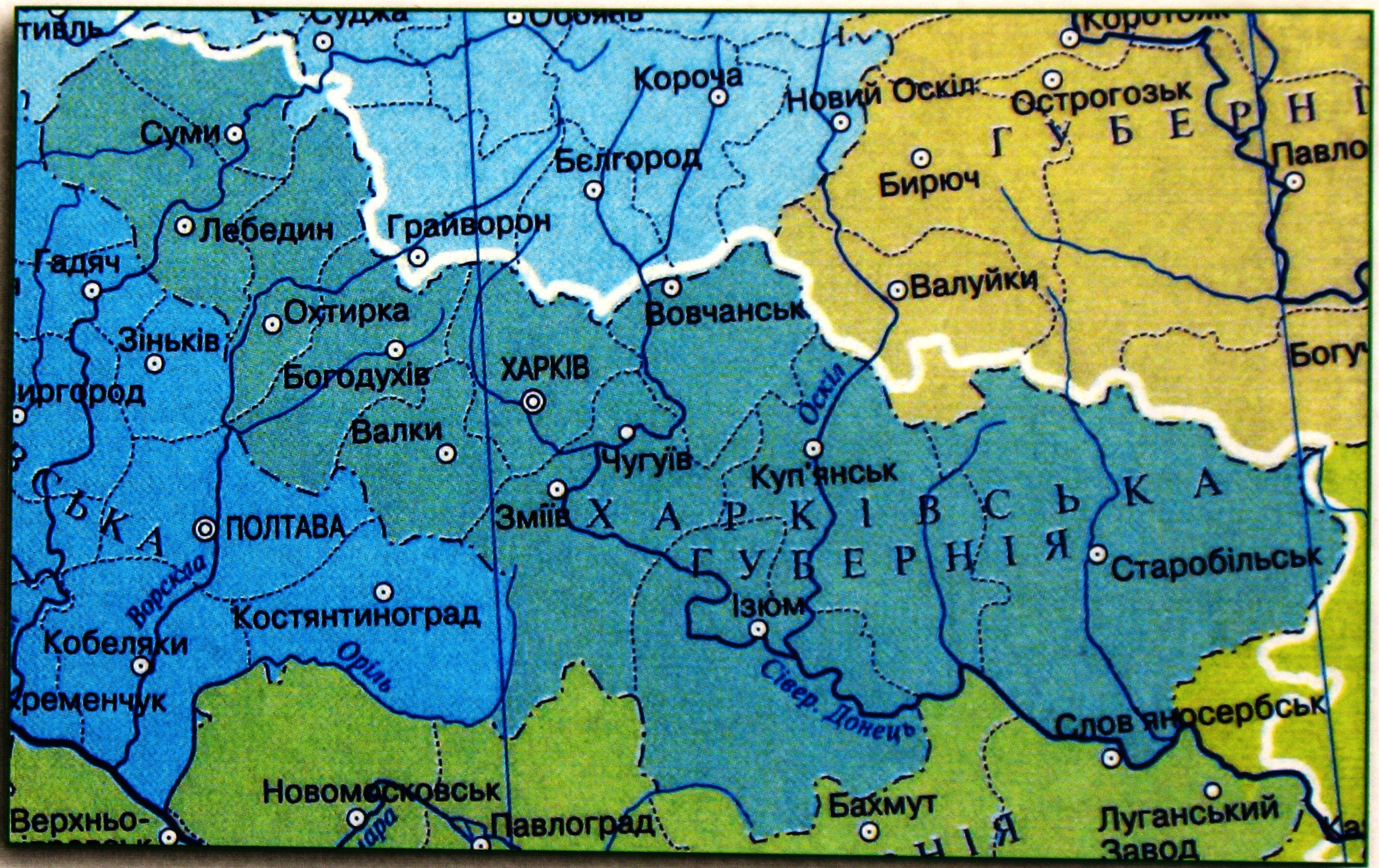
Karte des Gouvernements

Das Gouvernement Charkow (russisch Харьковская губерния Char'kovskaja gubernija, ukrainisch Харківська губернія Charkiwska hubernija) war ein von 1835 bis 1925 bestehendes Gouvernement (Gubernija/губерния) des Russischen Kaiserreiches bzw. der Ukrainischen SSR (ab Ende 1922 zur Sowjetunion). Hauptstadt des Gouvernements war die Stadt Charkow (ukrainisch Charkiw).

## Geographie
Das Gouvernement lag in der Sloboda-Ukraine im Nordosten der heutigen Ukraine. Es grenzte im Westen an das Gouvernement Poltawa, im Nordwesten an das Gouvernement Tschernigow, im Norden an das Gouvernement Kursk, im Nordosten an das Gouvernement Woronesch im Osten an die Oblast des Don-Heeres und im Süden an das Gouvernement Jekaterinoslaw. Das Gouvernement umfasste in etwa das Gebiet der heutigen Oblast Charkiw, den Norden der Oblast Luhansk und Oblast Donezk sowie den Süden der Oblast Sumy.
Es war um 1900 in die folgenden Ujesdy unterteilt:
- Ujesd Achtyrka (ukrainisch Ochtyrka)
- Ujesd Bogoduchow (ukrainisch Bohoduchiw)
- Ujesd Charkow
- Ujesd Isjum
- Ujesd Kupjansk
- Ujesd Lebedin (ukrainisch Lebedyn)
- Ujesd Smijew (ukrainisch Smijiw)
- Ujesd Starobjelsk (ukrainisch Starobilsk)
- Ujesd Sumy
- Ujesd Walki (ukrainisch Walky)
- Ujesd Woltschansk (ukrainisch Wowtschansk)

1923 wurde in der Ukrainischen SSR eine neue Verwaltungsgliederung eingeführt und das Gouvernement Charkow in 5 Okrugs (ukrainisch Okruh) eingeteilt:
- Charkow
- Bogoduchow
- Isjum
- Kupjansk
- Sumy

Das Gouvernement Charkow wurde 1925 aufgelöst und die Okrugs zur zweiten Verwaltungsebene nach der Republik.

## Bevölkerung
Die erste russische Volkszählung im Jahre 1897 ergab für das Gouvernement Charkow 2.492.316 Einwohner auf einer Fläche von 54.495 km² (46 Ew/km²). Davon waren 2.009.411 Kleinrussen (Ukrainer), 440.936 Russen, 12.650 Juden, 10.258 Weißrussen sowie kleinere Gruppen von Polen, Deutschen und Tataren.